# Persone uccise negli anni di piombo (1971)
Di seguito viene riportata una sintetica cronologia delle vittime provocate in Italia durante gli anni di piombo nel 1971.

## Vittime del 1971
| Data       | Nome comune                    | Località  | Responsabili                       | Vittime                           | Note |
| ---------- | ------------------------------ | --------- | ---------------------------------- | --------------------------------- | --- |
| 7 gennaio  | Incendio della Pirelli-Bicocca | Milano    | Movimento di Azione Rivoluzionaria | Gianfranco Carminati (operaio)    | Muore dopo essere stato ustionato in seguito all'incendio del deposito della Pirelli. |
| 16 gennaio | Morte di Antonio Bellotti      | Messina   | Ignoti                             | Antonio Bellotti (agente di P.S.) | Il 14 gennaio, mentre con il I Reparto Celere di Padova abbandonava Reggio Calabria in treno, il diciannovenne Antonio Bellotti venne colpito da una sassata che 48 ore dopo si rivelò fatale.                                                                                                 |
| 4 febbraio | Omicidio di Giuseppe Malacaria | Catanzaro | Ignoti                             | Giuseppe Malacaria (manifestante) | Una bomba lanciata sulla folla dopo un corteo antifascista uccise una persona e ne ferì quattordici. |
| 26 marzo   | Omicidio di Alessandro Floris  | Genova    | Mario Rossi (Gruppo XXII Ottobre)  | Alessandro Floris (civile)        | Rapinato mentre trasferiva le buste paga dei dipendenti dell'Istituto Case Popolari di Genova (IACP), reagì afferrando alla caviglia uno degli aggressori a bordo di una motocicletta guidata da Augusto Viel. Mario Rossi si voltò e sparò, uccidendo il portavalori che si accasciò a terra. |
| 7 aprile   | Omicidio di Domenico Centola   | Foggia    | Forze dell'ordine                  | Domenico Centola (manifestante)   | Durante una manifestazione di contadini venne ferito gravemente alla testa. Trasportato prima all'ospedale di Foggia e successivamente trasferito all'ospedale San Camillo di Roma muore il 28 maggio 1971. Lascia 2 figli di 6 e 3 anni e la moglie in attesa di un terzo bimbo.              |
| 13 giugno  | Omicidio di Michele Guareschi  | Palermo   | Forze dell'ordine                  | Michele Guareschi (manifestante)  | Ucciso con un colpo di pistola da un agente dopo essere stato sorpreso ad affiggere manifesti elettorali dopo il termine consentito. |